# FN TB II
Le FN TB II ou T36 est un modèle de trolleybus fabriqué par la Fabrique nationale d'Herstal (FN).

## Histoire
Le TB II est la version évoluée du TB I dont il garde la conception de caisse soudée au châssis, les Constructions électriques de Belgique (CEB) fournissant toujours la partie électrique. Les TULE vont prendre livraison de 48 véhicules.

## Matériel préservé
| Illustration | Entité                                 | Numéro | Remarques                                                                                          |
| ------------ | -------------------------------------- | ------ | -------------------------------------------------------------------------------------------------- |
|              | Vlaams Tram- en Autobusmuseum (VlaTAM) | 453    | Véhicule repeint aux couleurs du réseau anversois pour figurer un FN TB III utilisé sur ce réseau. |